# همة جا
همة جا هي قرية في مقاطعة كرج، إيران. عدد سكان هذه القرية هو 335 في سنة 2006.